# Environnement en Nouvelle-Zélande
L'environnement en Nouvelle-Zélande est l'environnement (ensemble des éléments - biotiques ou abiotiques - qui entourent un individu ou une espèce et dont certains contribuent directement à subvenir à ses besoins) du pays Nouvelle-Zélande.

## La biodiversité en Nouvelle-Zélande

### Milieux

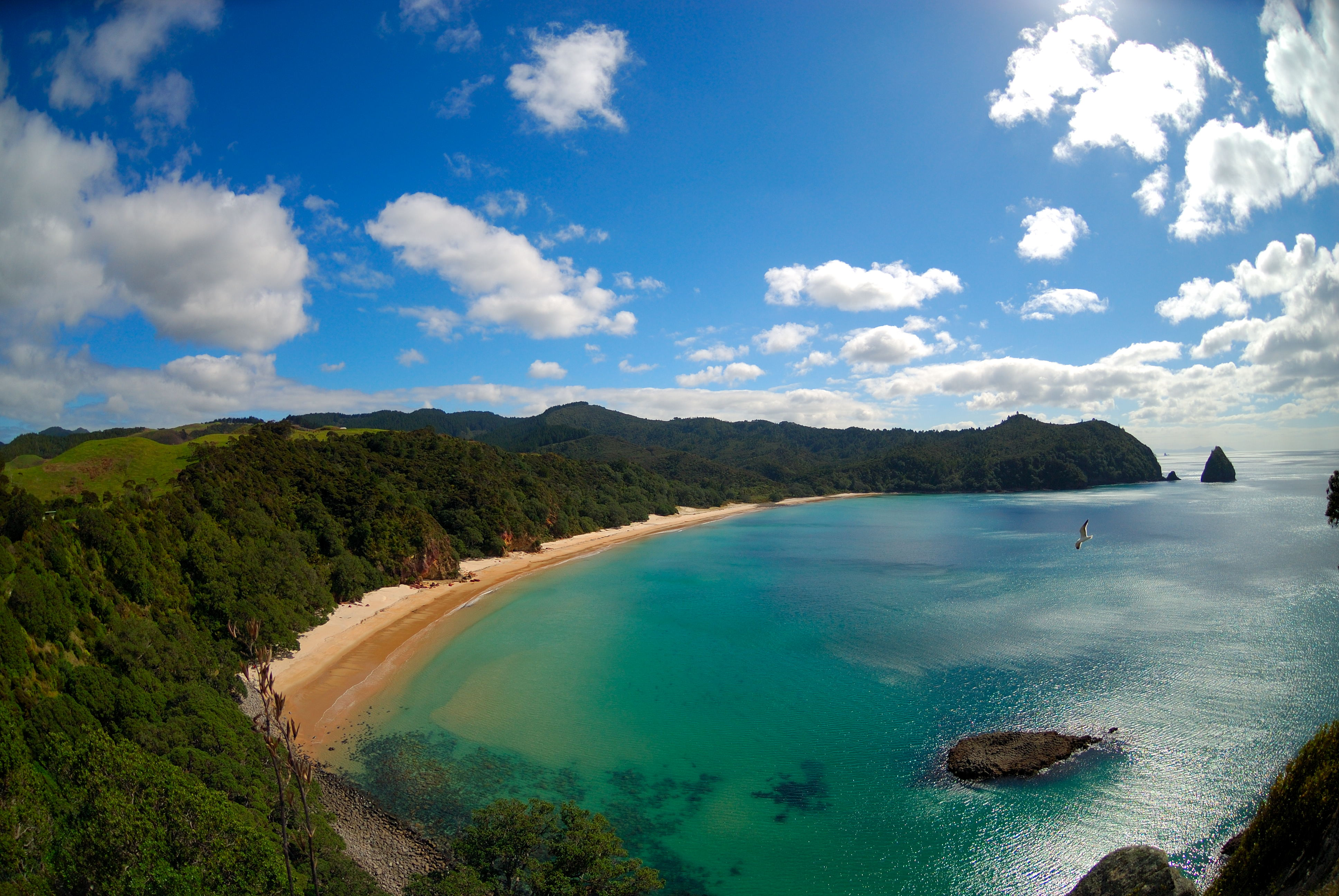
Forêt dans le Waikato

La Nouvelle-Zélande est un grand archipel entre la mer de Tasman et le Pacifique, isolé géographiquement.
La Nouvelle-Zélande est situé à la jonction de deux plaques tectoniques. À cet endroit existe un phénomène de subduction de la plaque pacifique qui passe sous la plaque australienne. Le volcanisme de l'archipel est le résultat de ce phénomène, en particulier dans l'île du Nord et dans la zone volcanique Taupo. On compte environ 18 volcans actifs.
Le climat de la Nouvelle-Zélande est globalement tempéré, étant de type océanique ; les températures oscillent entre 0 °C et 30 °C. Les conditions climatiques varient beaucoup selon les régions.

### Faune et flore

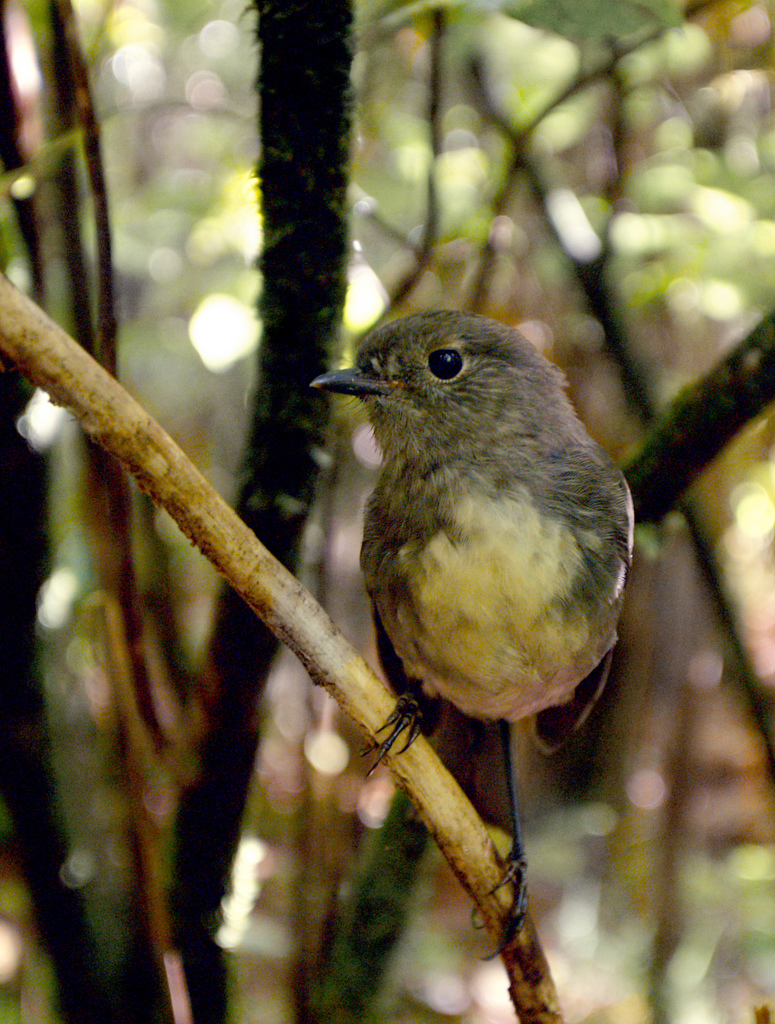
Petroica australis

Des 70 000 espèces non-marines du pays, seulement environ 30 000 ont été décrites. Il y a 3 090 plantes, 5 800 champignons, 10 000 insectes, 2 600 arachnides, 61 reptiles, et 88 oiseaux (de terre et d'eau douce). La grande majorité des espèces sont endémiques.

#### Faune

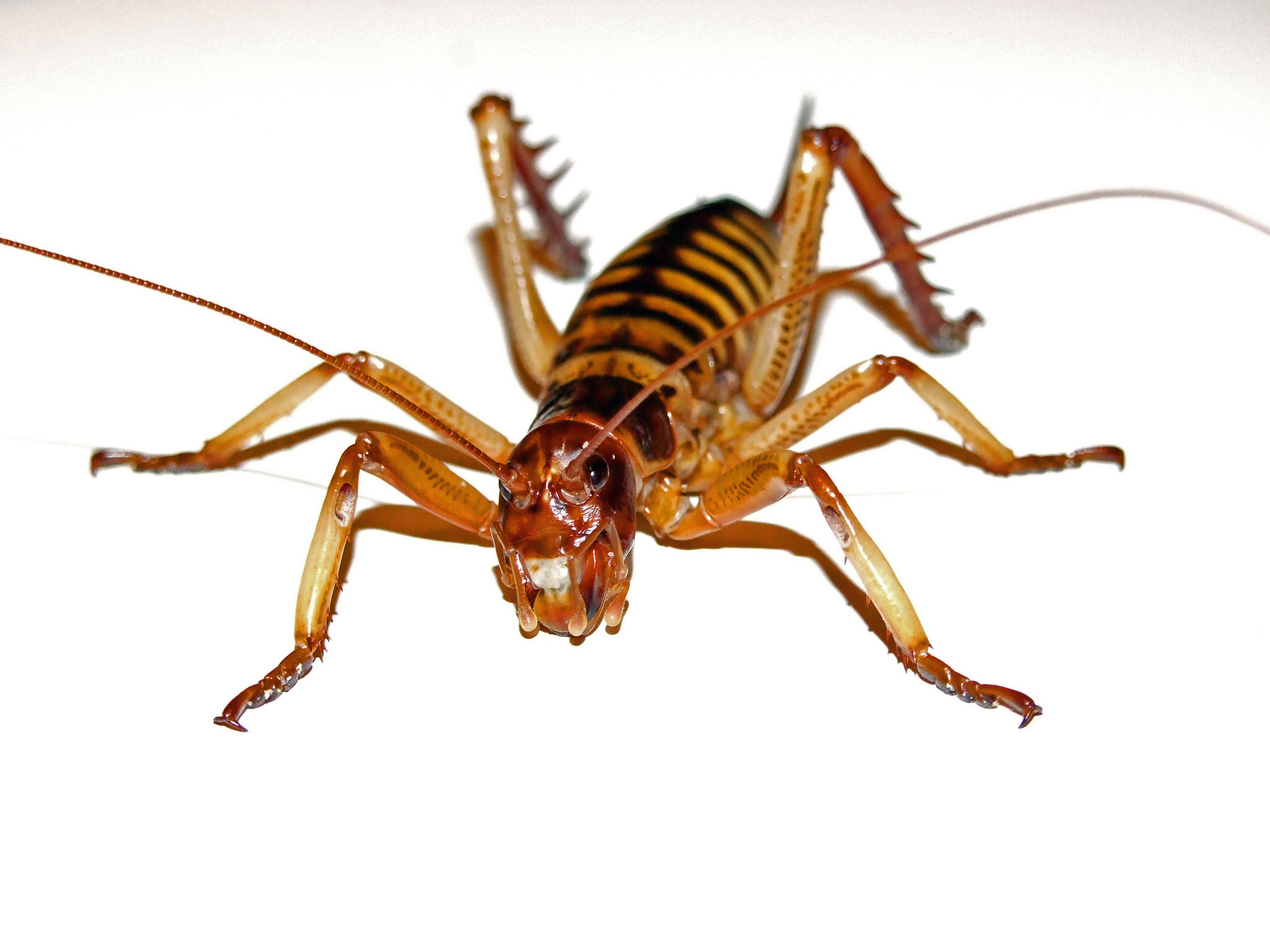
Weta femelle.

Les forêts furent autrefois habitées par diverses espèces de mégafaune, dont plusieurs oiseaux incapables de voler, comme le moa.
Aujourd'hui plusieurs autres oiseaux, dont le kiwi, le kakapo et le takahé, sont en danger d'extinction. Il y a d'autres oiseaux notables : l'aigle géant de Haast (éteint), le nestor superbe (kākā en māori), le kereru et le kéa. Les reptiles sont représentés par les scinques, les geckos et les tuataras. Il y a également quatre espèces de Leiopelma et une seule espèce d'araignée venimeuse, la katipo, rare et habitant les régions côtières ; il n'y a aucune espèce de serpent en Nouvelle-Zélande. À noter également la présence de mouche des sables, notamment sur les plages et près des points d'eau. Les piqûres de ces insectes ressemblent aux piqûres de moustiques.
Il y a beaucoup d'espèces endémiques d'insectes, dont une, le weta, peut devenir aussi grande qu'une souris et représente l'espèce d'insecte la plus lourde du monde. Quant aux 29 espèces de poisson, 90 % sont endémiques et sont pour la plupart petites et discrètes ; seulement trois font plus de deux kilogrammes : deux espèces d'anguille et le kokopu géant (une autre grande espèce, le grayling, s'est éteinte au début du XXe siècle).
On a longtemps pensé que, à part trois espèces de chauve-souris dont une est éteinte, il n'y avait jamais eu de mammifères terrestres dans le pays. Toutefois, en 2006, des scientifiques ont trouvé des os appartenant à un animal terrestre éteint depuis longtemps, de la taille d'une souris, dans la région d'Otago sur l'île du Sud.
Les baleines (baleines pilotes...) sont nombreuses et les échouages massifs fréquents, conduisant à une majorité de décès dans le groupe sans intervention rapide.

#### Flore
Avant l'arrivée des humains environ 80 % des terres étaient recouvertes de forêt. La déforestation a été importante au XIXe siècle. Les deux principaux types de forêt qu'on rencontre aujourd'hui sont celles peuplées majoritairement de podocarpes et/ou de kaoris géants, et dans les régions à climat plus frais par les Nothofagus, genre d'arbres proche des hêtres de l'hémisphère nord. Les autres types de végétation sont celles des plaines et des régions subalpines, ainsi que les arbustes entre les plaines et les forêts. Les fougères du pays sont également très connues (une espèce, Cyathea dealbata, étant devenue symbole du pays ainsi que de son équipe nationale de rugby à XV) de même que les étonnantes mégaherbes des îles sub-antarctiques du pays.
La conversion des terres en pâturage a entraîné une perte de 70 000 hectares de la végétation naturelle, détruisant une partie de la biodiversité.

#### Menace d'extinction
Un rapport gouvernemental paru en 2019 indique que près de 4 000 espèces de Nouvelle-Zélande sont menacées d'extinction. D'après l'association écologiste Forest and Bird, ces résultats catastrophiques sont dus à « des décennies de procrastination et de déni ».

## Impacts sur les milieux naturels

### Activités humaines

#### Agriculture

##### Élevage

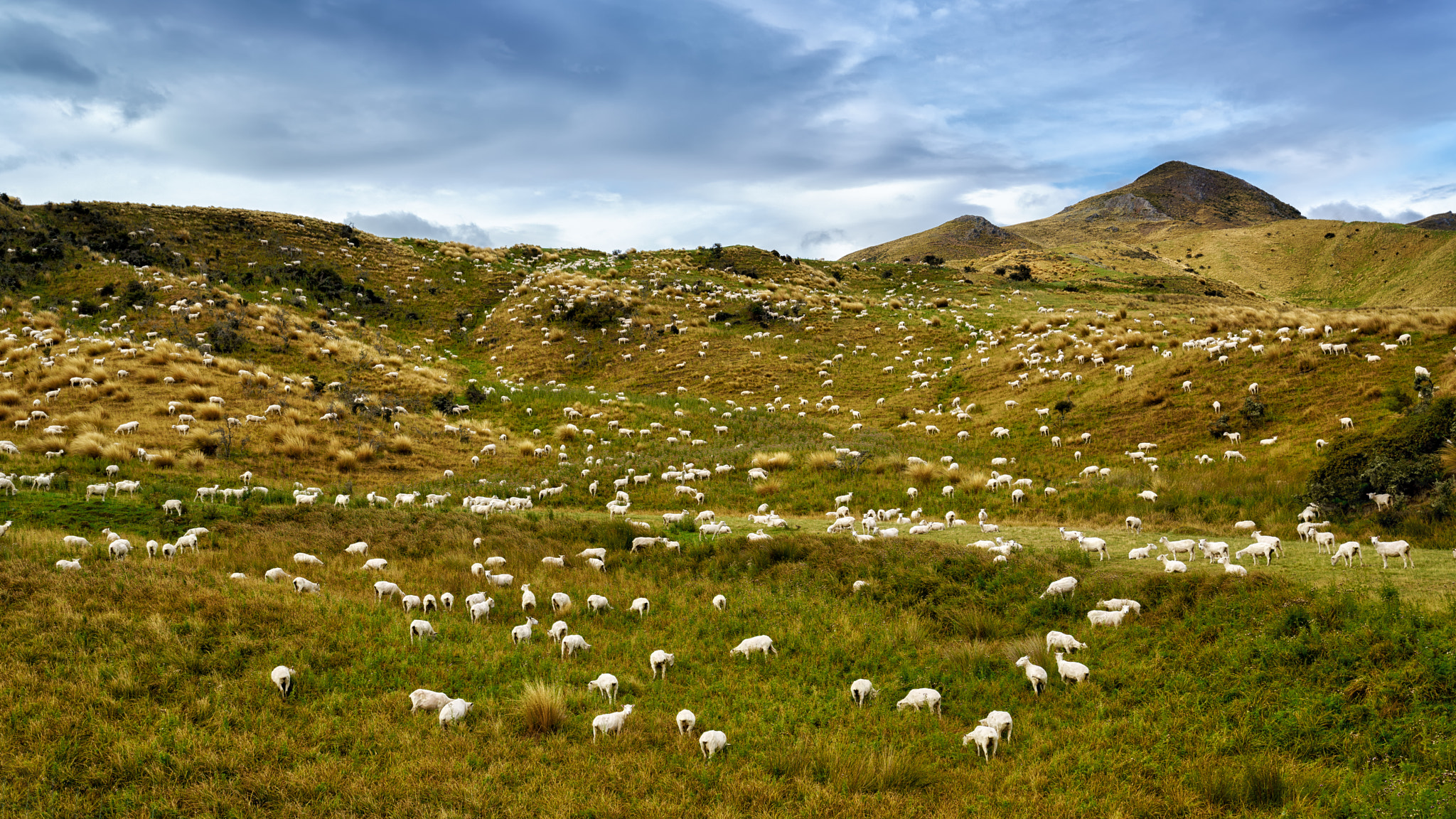
Élevage de moutons en Nouvelle-Zélande.

La Nouvelle-Zélande est un des pays qui comptent le plus de moutons par habitant, avec 30 millions de moutons pour 4,7 millions d'habitants en 2016.
Il y a 4,8 millions de vaches laitières, principalement dans l'île du Nord (particulièrement dans les régions de Waikato et Taranaki). Depuis les années 1990, les gouvernements successifs de la Nouvelle-Zélande ont mis l’accent sur le développement de l’industrie laitière comme moteur des exportations et de l’économie. Le nombre de vaches a ainsi doublé en vingt ans. Créée en 2001 de la fusion de plusieurs coopératives laitières préexistantes, le groupe Fonterra est devenu le principal exportateur mondial de poudre de lait et la seule véritable multinationale néo-zélandaise.
La conversion des terres en pâturage a entraîné une perte de 70 000 hectares de la végétation naturelle, détruisant une partie de la biodiversité.
L'élevage de poule est important au niveau national.
En 2000, il y avait 5 000 fermes d'apiculture produisant en tout 9 000 tonnes de miel.

##### Cultures
En ce qui concerne les plantes utiles, le blé et l'orge dominent le marché national ; ils sont cultivés surtout au Canterbury. Parmi les fruits les plus importants on trouve la pomme (particulièrement dans Hawke's Bay), le kiwi (baie de l'Abondance), le raisin et les avocats (Bay of Plenty et Northland). La viticulture devient de plus en plus importante, les régions pionnières étant Marlborough, Hawke's Bay et Gisborne. En 2001, il existait 382 vignobles, dont les exportations atteignirent 200 millions de dollars.

#### Industries
L'agriculture a été et reste l'industrie d'exportation la plus importante de la Nouvelle-Zélande. Dans l'année allant de juin 2006 à juin 2007, les produits laitiers comptaient pour environ 21 % du total des exportations, soit 7,5 milliards de dollars. La viande comptait 13,2 %, le bois 6,3 %, les fruits 3,5 % et la pêche 3,3 %.
Des usines d'aluminium sont présentes sur le territoire.

#### Transports

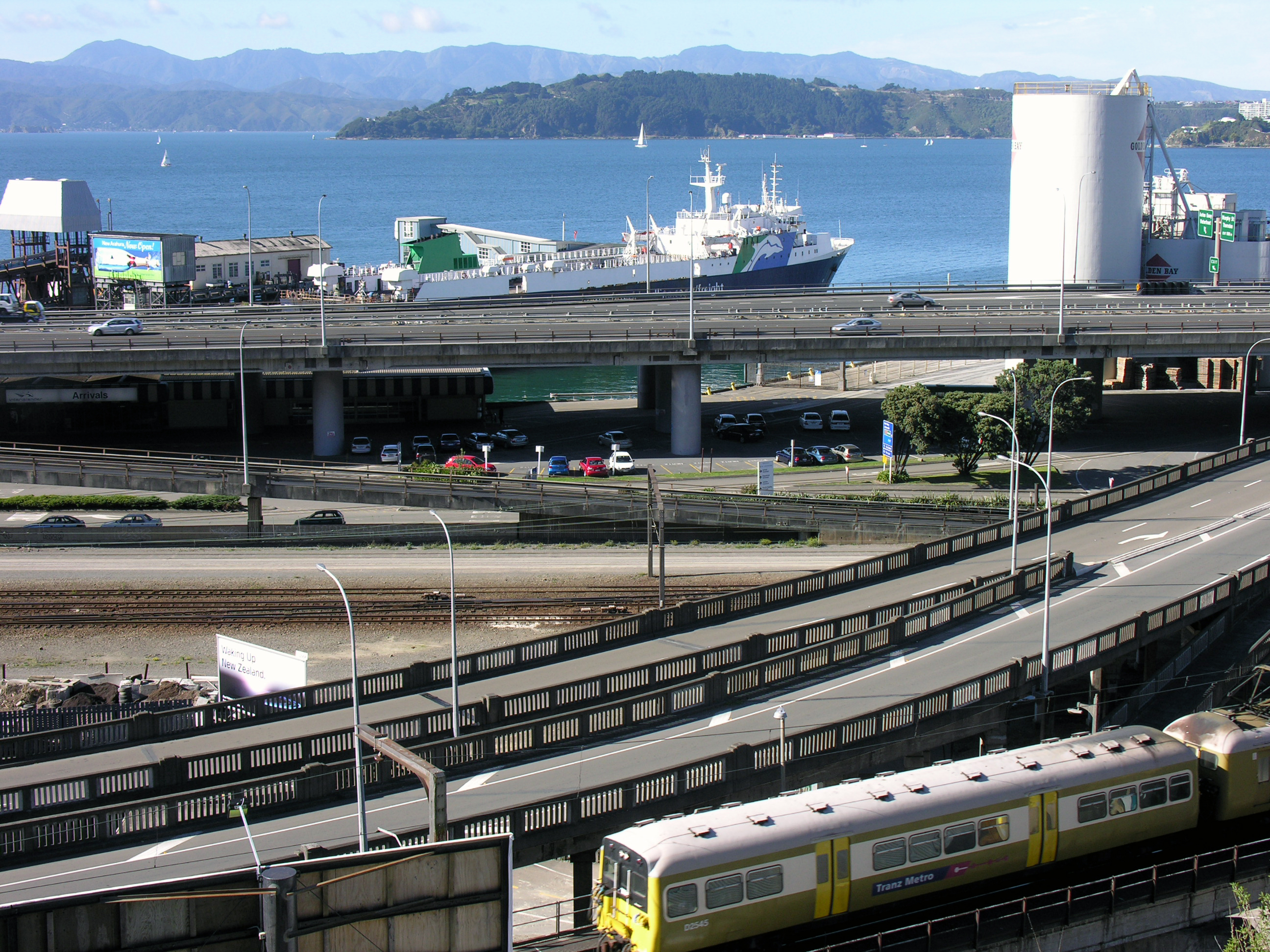
Train, autoroute et ferry à Wellington.

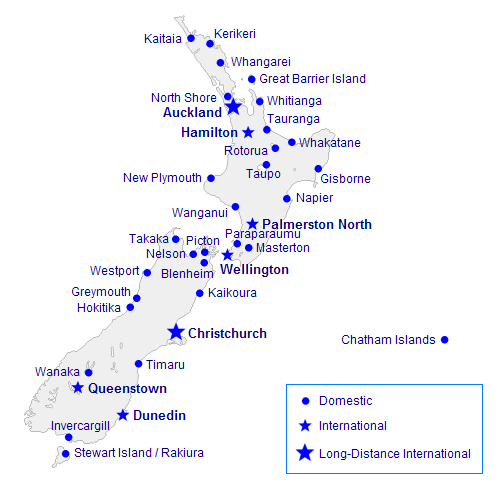
Réseau et hiérarchie des aéroports

La Nouvelle-Zélande a un réseau national de 10 895 km. L'île du Nord est desservie par 5 974 km de routes, alors que l'île du Sud, pourtant plus grande, mais moins peuplée, en a 4 921 km. Ce réseau comporte environ 170 km d'autoroute. Le réseau national est secondé d'un réseau de 82 000 km géré par les autorités locales, comportant des routes revêtues ou non.
Le parc automobile néo-zélandais est stabilisé autour de trois millions de véhicules (3,24 en 2011). Il se décompose en 2,6 millions de voitures individuelles, 380 000 véhicules commerciaux, 110 000 camions, 80 000 bus et 110 000 deux roues. L'âge moyen des véhicules était fin 2011 de 13,2 ans.
Le territoire néo-zélandais comporte une centaine d'aéroports. Les aéroports sont le seul point d'entrée des passagers pour la Nouvelle-Zélande, l'île n'ayant pas de lignes de paquebot international.
En matière de transports en commun, il existe à la fois des réseaux urbains et des lignes de cars.
Alors que l'usage du vélo est très populaire dans sa dimension récréative, son usage est très marginal en tant que moyen de transport.
Des ferrys connectent les différentes îles. Le territoire comporte par ailleurs 1 609 km de voies navigables.

### Pression sur les ressources non renouvelables

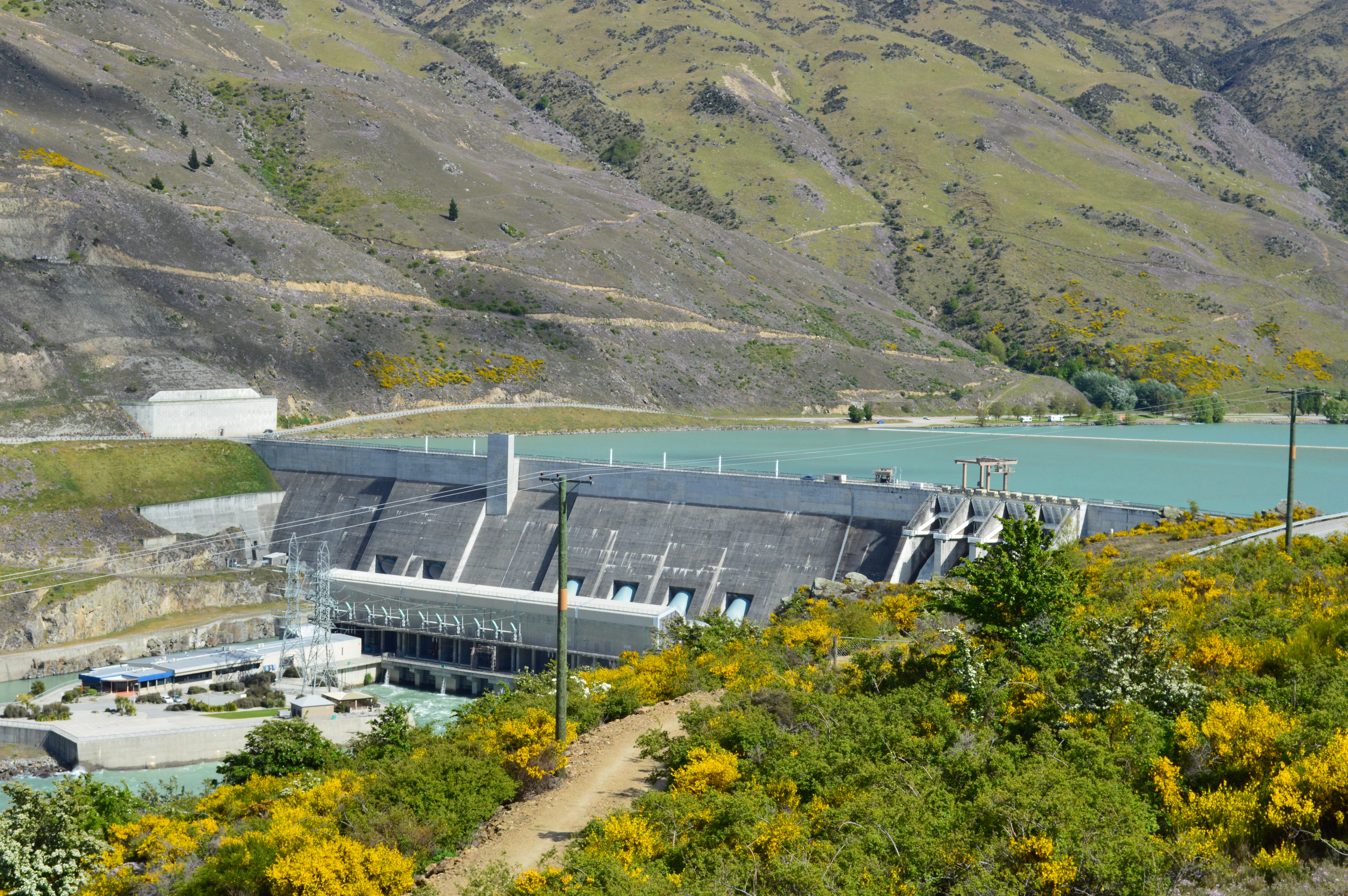
Barrage de Clyde, octobre 2013

La Nouvelle-Zélande produit du pétrole, du gaz naturel et du charbon ; elle importe du pétrole (85 % de sa consommation intérieure), exporte du charbon (43 % de sa production) et consomme la totalité de sa production de gaz naturel. Sa production d'électricité est tirée à 79,2 % des énergies renouvelables (hydraulique : 55,9 % ; géothermie : 16,7 % ; éolien : 5,1 %).
L'énergie géothermique associée est associée au volcanisme, et utilisé dans de nombreuses centrales hydro-thermiques.

### Pollutions

#### Les émissions de gaz à effet de serre (GES)
Les émissions de CO2 sont estimées à 33 995 milliers de tonnes par an en 2016, soit moins de 1 % des émissions mondiales[réf. nécessaire]. La production agricole et l'industrie agroalimentaire comptent pour près de la moitié des émissions de gaz à effet de serre du pays, la part de l'élevage s'établissant à elle seule à 20 % du total.
En 2007, la Nouvelle-Zélande arrive en 4e position des pays de l'OCDE pour ce qui est de l'intensité d'émissions de gaz à effet de serre de son économie et ces émissions continuaient d'augmenter. En novembre 2019, le Parlement néo-zélandais adopte une loi prévoyant que le pays atteigne la neutralité pour les gaz à effet de serre, à l'exception du méthane, d'ici 2050, et que les émissions de méthane, issues principalement du secteur agricole, baissent de 24 à 47 % sur la même période. En 2020, selon une étude de l'université d'Auckland, l'élevage aurait réduit de 30 % ses émissions de gaz à effet de serre depuis 1990 et le pays compenserait désormais presque tout ce qu'il en reste grâce à l'extension des surfaces boisées dans les zones d'élevage.

#### La pollution de l'air
En 2007, si la qualité de l'air reste bonne dans l'ensemble, elle s'est dégradée dans certaines agglomérations à cause principalement des émissions automobiles et industrielles.

#### La pollution de l'eau
Le boom de l’industrie laitière dans le pays affecte la qualité des ressources en eau.

#### La gestion des déchets

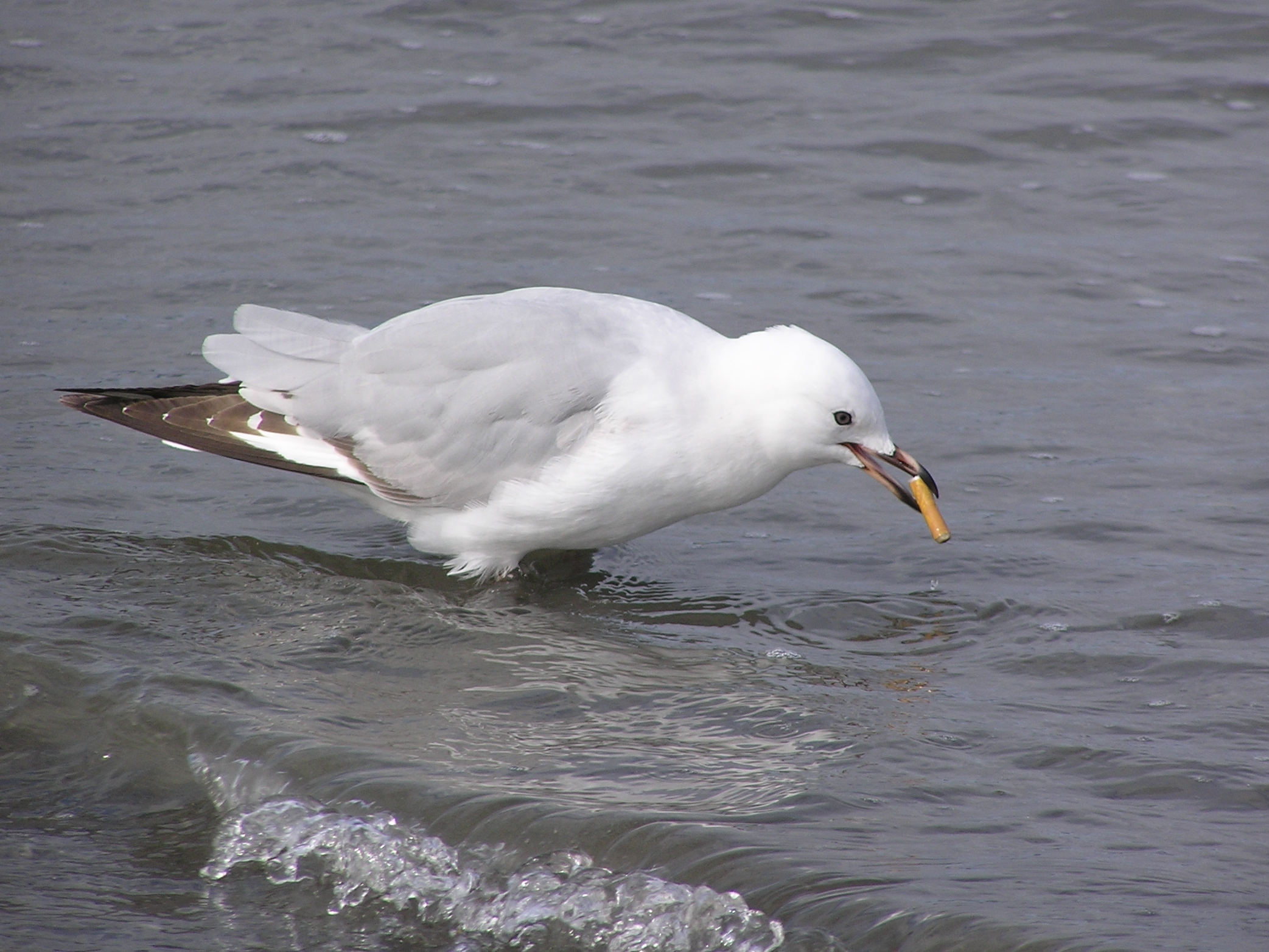
Une Mouette scopuline (Chroicocephalus scopulinus) juvénile tentant d'avaler un mégot à la plage de Petone, en Nouvelle-Zélande.

### Impacts de l'urbanisation
La population est d'environ 4,9 millions d'habitants.
Les principales villes par population sont :
| Rang | Unité urbaine    | Population | Superficie (km²) | Densité (hab./km²) |
| ---- | ---------------- | ---------- | ---------------- | ------------------ |
| 1    | Auckland         | 1 313 200  | 1 086            | 1 209,2            |
| 2    | Christchurch     | 382 200    | 608              | 628,6              |
| 3    | Wellington       | 381 900    | 444              | 860,1              |
| 4    | Hamilton         | 166 100    | 877              | 189,4              |
| 5    | Tauranga         | 116 000    | 178              | 651,7              |
| 6    | Dunedin          | 114 900    | 255              | 450,6              |
| 7    | Palmerston North | 79 800     | 178              | 448,3              |
| 8    | Hastings         | 64 700     | 235              | 275,3              |
| 9    | Nelson           | 58 700     | 146              | 402,1              |
| 10   | Napier           | 57 900     | 140              | 413,6              |

## L'exposition aux risques

### Risques naturels
La Nouvelle-Zélande est exposée à de multiples aléas naturels : séismes, inondations, tempêtes, incendies, glissements de terrain...

#### Séisme

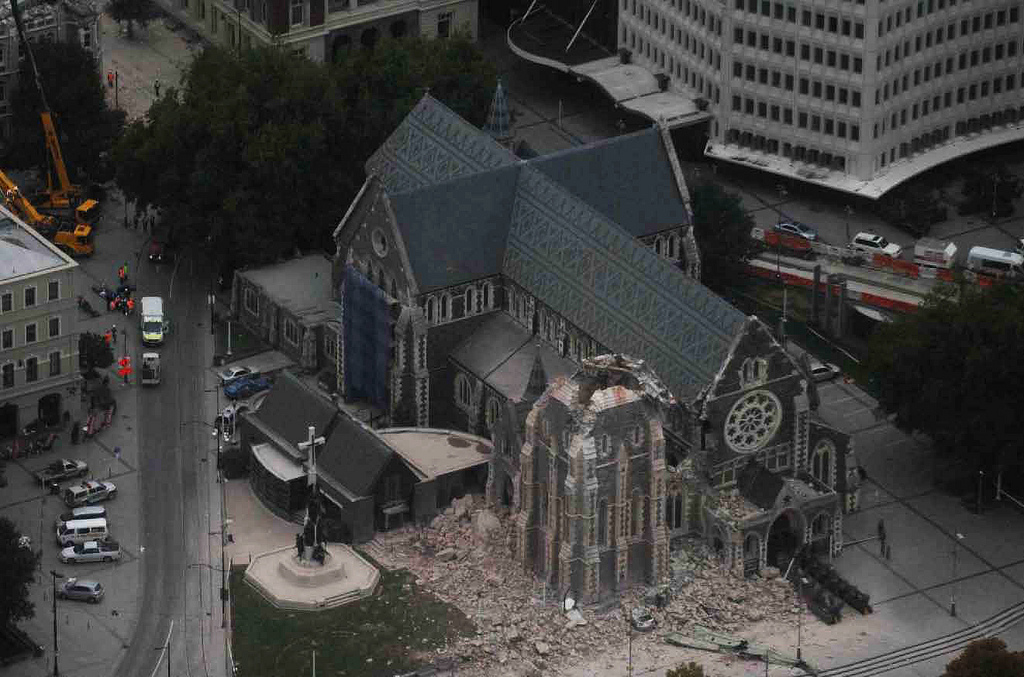
Vue aérienne de la cathédrale de Christchurch dont la flèche s'est à moitié effondrée.

La Nouvelle-Zélande subit jusqu'à 15 000 secousses sismiques par an.
En 2010 - 2011, une série de tremblements de terre se conclut par un séisme de magnitude 6,6, entrainant la mort de 185 personnes.
En 1931, le tremblement de terre de Hawke's Bay avait fait 256 morts.

#### Volcanisme
La Nouvelle-Zélande est à cheval sur deux plaques tectoniques. On compte 3 volcans majeurs et environ 18 volcans actifs, situés dans l'île du nord. La ligne volcanique active s’étend jusqu’au Nord sous l’océan pacifique  avec plusieurs volcans sous marins. Le Mont Ruapehu a connu des éruptions régulières depuis 1945 ; la dernière éruption d'importance datant de 1996.

## Politique environnementale en Nouvelle-Zélande

### Accords internationaux
La Nouvelle-Zélande est membre de la commission baleinière internationale, faisant partie des États favorables au moratoire interdisant la chasse à la baleine. Aux côtés de l'Australie, elle défend au sein de la commission au début des années 2000 la proposition d'établir un sanctuaire pour les baleines dans le Pacifique-sud.
Le pays a également signé et ratifié le protocole de Kyoto ainsi que l'Accord de Paris sur le climat.

### Politique intérieure
- Le 15 mars 2017, Le Whanganui, troisième plus long cours d’eau du pays, est reconnu entité vivante, et se voit doté du statut de personnalité juridique. La tribu maori locale lutte pour la reconnaissance de ses droits sur ce cours d’eau depuis les années 1870. Les intérêts du Whanganui seront défendus dans les procédures judiciaires, et l'entité est dotée d'une subvention pour améliorer l'état du cours d'eau[17].

### Évaluation environnementale globale
En 2015, l'organisation Global Footprint Network (GFN) indique que la Nouvelle-Zélande est un des 57 pays (sur 181) qui préserve ses ressources naturelles. La biocapacité par personne s'élève à environ 8,9 hag (hectare global par habitant), l'empreinte écologique par personne à 5,1 hag. Si le pays connait un très léger déficit agricole, les réserves de bois sont préservées et l'empreinte carbone est bien inférieure à la capacité forestière, d'où un bon bilan carbone.